# Comuna Ripeanka, Kaluș
Ripeanka (în ucraineană Ріп`янка) este o comună în raionul Kaluș, regiunea Ivano-Frankivsk, Ucraina, formată din satele Iavorivka, Mîsliv și Ripeanka (reședința).

## Demografie
Componența lingvistică a comunei Ripeanka
     Ucraineană (99,45%)
     Alte limbi (0,55%)
Conform recensământului din 2001, majoritatea populației comunei Ripeanka era vorbitoare de ucraineană (99,45%), existând în minoritate și vorbitori de alte limbi.